# All City
All City — американская андеграунд рэп-группа из Бруклина, Нью-Йорк, в состав которой входили J. Mega и Greg Valentine. Дуэт образовался в 1993 году и добился широкой известности в 1998 году с выходом дебютного альбома, Metropolis Gold, на лейбле MCA Records.

## История
Группа All City была образована в Бруклине в 1993 году. Оба участника группы, рэпер Джей Мега (англ. J. Mega) и рэпер/певец Грег Валентайн (англ. Greg Valentine), сольно выступали на вечеринках Lyricist Lounge в юго-восточной части Манхэттена, Нью-Йорк. После получения положительной реакции со стороны поклонников они решили создать собственную группу. Название дуэта происходит от граффити-термина «All City» (с англ. — «Весь Город»), именно так помечают художники граффити поезда, проходящие через весь Нью-Йорк.
Позже их обнаружила популярная на тот момент хардкор-рэп-группа Onyx, которая подписала их на свой новый лейбл, Armee Records, дистрибуцией которого занимался лейбл Mercury Records.
В 1995 году на Armee Records выходит их дебютный сингл «Who Dat» / «Metro Theme». В том же году группа приняла участие в записи второго альбома Onyx, All We Got Iz Us, в песнях «Purse Snatchaz» и «Getto Mentalitee». Три года спустя дуэт вновь появился на третьем альбоме Onyx, Shut ’Em Down, в песнях «Fuck Dat», «Overshine», а также на невошедшем на альбом треке «Wilin’ Wilin’».
В 1996 году All City становится гостем популярной на то время радиопередачи Stretch & Bobbito. Программа вышла в эфир 29 февраля 1996 года. В 1997 году Onyx помогает группе заключить сделку с MCA Records, в результате чего на лейбле Geffen Records выходит их второй сингл, «Move On You» / «Basic Training». 9 июня 1998 года MCA Records выпускает их третий сингл, «The Actual» / «Priceless», спродюсированный DJ Premier и Pete Rock. На оба трека были сняты видеоклипы, в съёмках которых приняла участие группа Onyx, а также сами продюсеры песен. «The Actual» достиг 75 места в чарте Billboard Hot 100 и 48 места в чарте Hot Rap Singles, где он находился в течение 18 недель, сделав песню самой хитовой песней дуэта на сегодняшний день.
15 сентября 1998 года MCA выпустил ещё один сингл, «The Hot Joint», с ремиксом на него на обратной стороне, на который было снято видео. Песня достигла 93 места в чарте Hot Rap Singles. Лейбл также выпустил сингл «Ded Right».
Дебютный альбом All City под названием Metropolis Gold был выпущен на лейбле MCA Records 3 ноября 1998 года. Альбом достиг 42 места в чарте Top R&B/Hip Hop Albums и 18 места в чарте Top Heatseekers в американском журнале Billboard. Однако сам альбом не был коммерчески успешным, было продано недостаточно копий, чтобы достичь хит-парада Billboard 200. После выпуска альбома дуэт расформировался без дальнейших релизов. Грег Валентайн продолжает выступать и записываться с другими рэп-артистами, но неизвестно, чем сегодня занимается Джей Мега.

## Дискография

### Альбомы
- 1998: Metropolis Gold

### Синглы
- 1995: «Who Dat» / «Metro Theme»
- 1997: «Move On You» / «Basic Training»
- 1998: «The Actual» / «Priceless»
- 1998: «The Hot Joint»
- 1998: «Ded Right»

### Видеоклипы
Все трио видеоклипа снял Абдул Малик Эбботт:
- 1998: «The Actual»
- 1998: «Priceless»
- 1998: «The Hot Joint (Remix)»